# 폴리케타이드
폴리케타이드(영어: polyketide)는 케톤(또는 케톤의 환원형)과 메틸렌기(-CO-CH2-)가 교대하는 사슬로 구성된 전구체 분자로부터 파생된 천연물의 한 종류이다. 20세기 초에 처음으로 연구된 폴리케타이드는 그동안 발견, 생합성 및 활용법이 발전되어 왔다. 폴리케타이드는 지방산 합성과 유사한 복잡한 생합성으로 인해 만들어지는 크고 다양한 2차 대사산물 그룹이다.

## 같이 보기
- 케톤